# 時代力量
時代力量（じだいりきりょう、英語: New Power Party、略称：NPP）は、中華民国の革新政党。2015年1月25日成立。
フェミニスト、環境運動家、被害者遺族、人権活動家など、様々な社会運動に携わる人を積極的に取り入れることが特徴である。

## 概要
時代力量は、日本語で「時代の力」を意味する。
同党は2014年のひまわり学生運動から発生し、既存政党への嫌悪感などから若者を中心に支持を集め、2大政党の民進党や国民党に次ぎ、「第三の勢力」として名乗りをあげている。主席（党首）は運動を主導した法学者の黄国昌。
2016年1月の2016年中華民国総統選挙では、党からは候補を出馬させず、民進党の蔡英文を推薦し、当選を後押しした。また、総統選挙と同時実施の第九回中華民国立法委員選挙では、初めて選挙戦に臨み、選挙区12人、比例代表6人を擁立した。小選挙区3人、比例区2人の合わせて5人が当選し、党員だったフレディ・リムも当選した。
党としての独自路線を目指すグループと与党民進党と協力を目指すグループの間で内紛が起こり、2019年2月、黄国昌が党主席を辞任、翌月から弁護士出身の党員邱顯智が後任となった。
2019年7月、対民進党および対中政策を巡って内部で意見が対立する最中、党結成時に大きく関わった活動家の林飛帆が民進党の副秘書長に就任。
8月には林昶佐と洪慈庸が離党（無所属に）、さらに邱も党内不祥事の引責という形で辞任、徐永明が4代目主席となった。
分裂後の第十回中華民国立法委員選挙では選挙区では議席ゼロとなったが、不分区（比例区）で3議席を確保している。
2020年8月2日、徐永明は遠東SOGOの経営権を奪還しようとする実業家から賄賂を受け取ったとして、台北地方検察署の捜査を受けた。この事件を受け、徐永明をはじめとする多くの党員が離党し、邱顕智が主席代理となった。2020年8月29日、に行われた党主席選挙で元時代力量の副秘書長である高鈺婷を主席に選出した，代理で就任した人物を除くと、時代力量初の女性党首である。11月3日、高が党主席を辞任、11月17日か陳椒華が6代目主席となった。
2024年1月13日の行われた第十一回中華民国立法委員選挙では選挙区と不区分全てで落選、立法院での議席全てを失った。

## 政策
中華民国（台湾）の国家正常化、大気汚染の予防、福祉政策重視、同性結婚の合法化を目指す中道左派の立場である。また、沖ノ鳥島については「岩」であるとの立場を示している。2016年5月24日に記者会見で党首の黄国昌は、「沖ノ鳥は一つの岩で、一つの島ではない」、「かつ沖之鳥は国際海洋法の島に対する定義には符合しない」と指摘した。

## 議員

### 第10期立法委員（2020年 - 2024年）
| 氏名   | 肖像 | 選挙区               | 備考                                           |
| ------ | ---- | -------------------- | ---------------------------------------------- |
| 陳椒華 |      | 不分区（比例代表制） | 嘉南薬理大学副教授、食品工業発展研究所副研究員 |
| 邱顕智 |      | 不分区（比例代表制） | 3代目党主席（党首）、弁護士                    |
| 王婉諭 |      | 不分区（比例代表制） | 新竹科学工業園区研究開発エンジニア             |

### 第9期立法委員（2016年 - 2020年）
| 氏名               | 肖像 | 選挙区               | 備考                                                                                        |
| ------------------ | ---- | -------------------- | ------------------------------------------------------------------------------------------- |
| 黄国昌             |      | 新北市第12選挙区     | 2代目党主席。2020年は不分区名簿4番目で出馬も当選ならず。                                    |
| 林昶佐             |      | 台北市第5選挙区      | 初代党主席。メタルバンド「ソニック」のメンバー「フレディ・リム」として著名。2019年8月離党。 |
| 洪慈庸             |      | 台中市第3選挙区      | 2019年8月離党。                                                                             |
| 高潞・以用・巴魕剌 |      | 不分区（比例代表制） | 2019年9月除名                                                                               |
| 徐永明             |      | 不分区（比例代表制） | 4代目党主席                                                                                 |